# Isabel Sellheim
Isabel Sellheim (* 26. September 1929 in Stolp; † 30. Juli 2018 ebenda) war eine deutsche Heimatforscherin.

## Leben

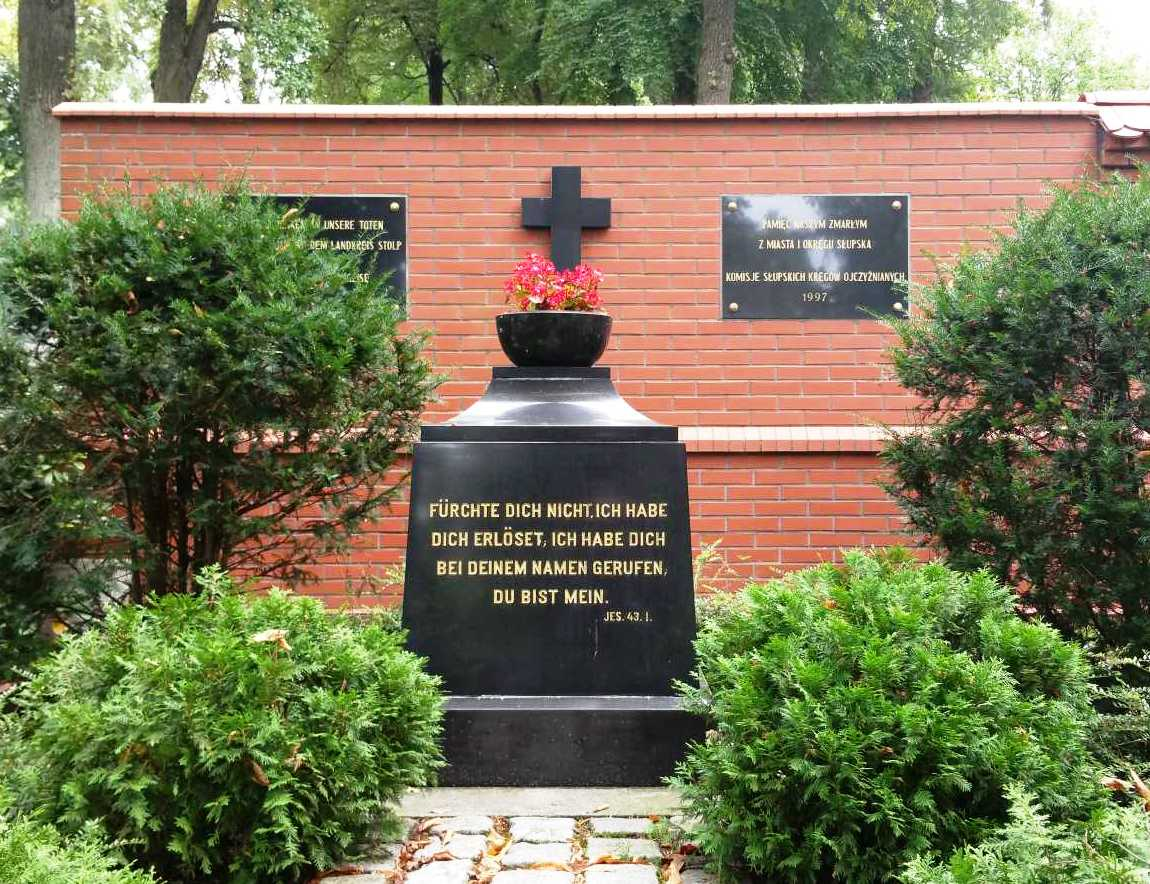
Deutsche Gedenkstätte in Słupsk

Isabel Sellheim war eine Tochter des Stolper Rechtsanwalts Felix von Treuenfeld (1875–1944) und dessen Ehefrau Eva, geb. Joeden (1888–1931). Die Familie musste 1945 die Heimat verlassen und ging nach Westdeutschland. Hier arbeitete Isabel Sellheim als Bibliothekarin.
Mitte der 1990er Jahre ging sie als Rentnerin zurück in das nun polnische Słupsk und engagierte sich dort im kulturellen Bereich. Mit dem Muzeum Pomorza Środkowego veranstaltete sie Ausstellungen zu vergessenen deutschen Künstlern aus dem Stolper Gebiet, z. B. Otto Priebe, Gottfried Brockmann, Günter Machemehl und Otto Kuske. Die Stadt Słupsk ehrte Isabel Sellheim für ihre Arbeit zum deutsch-polnischen Verständnis durch Verleihung der Ehrenbürgerschaft.

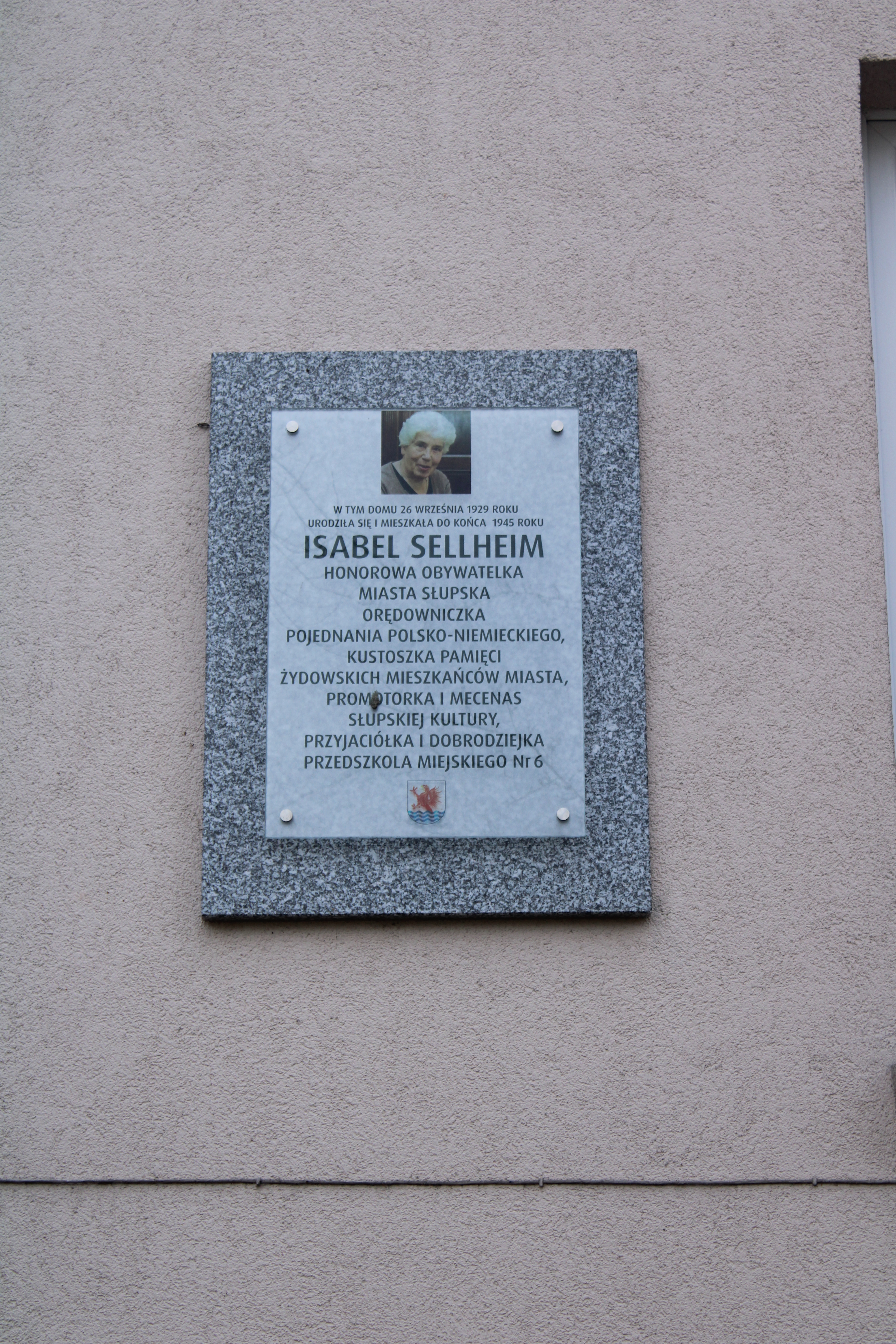
Gedenktafel für Isabel Sellheim in Słupsk

Isabel Sellheim starb im Alter von 88 Jahren. Nach der Trauerfeier in der evangelischen Kirche wurde ihre Urne auf dem Alten Friedhof von Słupsk am Grabmal ihrer Eltern und ihres Bruders beigesetzt.

## Schriften (Auswahl)
- Die Vorfahren meiner Eltern Felix von Treuenfeld und Eva Joeden. Frankfurt am Main 1978, ISBN 978-3-88323-027-6
- Teplitz 1840. Das Tagebuch des Land- und Stadtgerichtsrats Carl von Fischer. Frankfurt am Main 1980, ISBN 978-3-88323-193-8
- Die Familie des Malers Friedrich Overbeck (1789–1869) in genealogischen Übersichten. Neustadt an d. Aisch 1989, ISBN 978-3-7686-5091-5
- mit Violetta Tkacz-Laskowska: Pomorskie pejzaże w malarstwie i grafice 1900–1945 (Pommersche Landschaft in Malerei und Grafik 1900–1945). Słupsk 2012, ISBN 978-83-89329-62-2.

## Auszeichnungen
- 2000: Silberne Pommersche Ehrennadel der Pommerschen Landsmannschaft
- 2004: Medaille für Verdienste für die Stadt Stolp (Za zasługi dla miasta Słupska)
- 2010: Verleihung der Ehrenbürgerschaft der Stadt Słupsk
- 2015: Ernst-Moritz-Arndt-Medaille der Pommerschen Landsmannschaft